# Elej Sinaj
Elej Sinaj (hebrejsky: אֱלֵי סִינַי, doslova „K Sinaji“, anglicky: Elei Sinai nebo Alei Sinai) byla izraelská osada v Pásmu Gazy, v Oblastní radě Chof Aza, která byla v roce 2005 vyklizena v rámci Izraelského plánu jednostranného stažení. Nacházela se v nadmořské výšce cca 40 metrů v severní části pásma Gazy.
Elej Sinaj ležela cca 8 kilometrů severovýchodně centra města Gaza, cca 60 kilometrů jihozápadně od centra Tel Avivu a cca 72 kilometrů jihozápadně od historického jádra Jeruzalému. Byla součástí územně souvislého pásu izraelských osad na severním konci pásma Gazy, tvořeného dále ještě osadami Dugit a Nisanit. Tyto osady byly od vlastního pásma Gazy odděleny bezpečnostním plotem a územně souvisely s přilehlými částmi vlastního Izraele. Nebyly tudíž součástí bloku osad Guš Katif.

## Dějiny
Elej Sinaj ležela v pásmu Gazy, jehož osidlování bylo zahájeno Izraelem po jeho dobytí izraelskou armádou, tedy po roce 1967. V roce 1982 rozhodla izraelská vláda, že v severní části pásma založí tři nové vesnice. Elej Sinaj byla zřízena 5. května 1983 skupinou osadníků, kteří se předtím museli po podpisu egyptsko-izraelské mírové smlouvy vystěhovat z izraelského města Jamit zbudovaného na Sinajském poloostrově. Šlo o sídlo bez větších zemědělských aktivit spíše rezidenčního charakteru. Většina obyvatel z Elej Sinaj dojížděla za prací do Aškelonu.
Během Druhé intifády se bezpečnostní situace v celé oblasti výrazně zhoršila. 2. října 2001 pronikl do Elej Sinaj palestinský útočník a zastřelil dva vojáky izraelské armády a dalších patnáct lidí zranil. 2. prosince 2001 byl poblíž Elej Sinaj zastřelen palestinskými ozbrojenci ve svém automobilu jeden muž. K útoku se přihlásilo hnutí Hamas. Hamas byl i za střetnutím s vojáky izraelské armády mezi osadami Elej Sinaj a Dugit, po kterém zemřeli tři izraelští vojáci.
Ještě v 2. polovině roku 2004 byla v osadě pozorována drobná stavební aktivita. Jenže mezitím během vlády Ariela Šarona byl zformulován plán jednostranného stažení, podle kterého měl Izrael vyklidit všechny osady v pásmu Gazy. Plán byl i přes protesty jejich obyvatel v létě roku 2005 proveden. Zdejší osady včetně Elej Sinaj byly vystěhovány a jejich zástavba zbořena. Obyvatelé se pak snažili o založení nové osady ve vlastním Izraeli. Ještě v roce 2009 se uvádělo, že část lidí vystěhovaných z Elej Sinaj žila v provizorních podmínkách v Aškelonu.

## Demografie
Obyvatelstvo obce Elej Sinaj bylo v databázi rady Ješa popisováno jako sekulární. Šlo o malé sídlo. K 31. prosinci 2004 zde žilo 389 lidí. Během roku 2004 populace obce vzrostla o 11,5 %.
| Rok            | 1999 | 2000 | 2001 | 2002 | 2003 | 2004 |
| -------------- | ---- | ---- | ---- | ---- | ---- | ---- |
| Počet obyvatel | 324  | 334  | 344  | 347  | 349  | 389  |